# 2. ŽNL Splitsko-dalmatinska 2020./21.
Ovaj članak je podtema članka: 5. rang HNL-a 2020./21.

2. ŽNL Splitsko-dalmatinska u sezoni 2020./21. predstavlja 2. stupanj županijske lige u Splitsko-dalmatinskoj županiji, te ligu petog stupnja hrvatskog nogometnog prvenstva. 
 U natjecanju sudjeluje 11 klubova, a prvak je postao "Trogir 1912".

## Sustav natjecanja
Jedanaest klubova igra dvokružnim ligaškim sustavom (22 kola).  

## Sudionici
- Adriatic – Split
- Čaporice-Trilj – Čaporice, Trilj
- Dalmatinac – Split
- Glavice 1991 – Glavice, Sinj
- Jadran – Supetar
- HBDNK Mosor – Sveti Jure – Žrnovnica, Split
- Mosor – Žrnovnica, Split
- Tekstilac – Sinj
- Trilj-2001 – Trilj
- Trogir 1912 – Trogir
- Vrlika – Vrlika

## Ljestvica
| Poz. | Momčad                   | U  | P  | N | I  | G+ | G– | G+/– | Bod. | Nastavak natjecanja ili ispadanje |
| ---- | ------------------------ | -- | -- | - | -- | -- | -- | ---- | ---- | --------------------------------- |
| 1.   | Trogir 1912 (P)          | 20 | 17 | 2 | 1  | 72 | 13 | +59  | 53   | 1. ŽNL                            |
| 2.   | Tekstilac Sinj           | 20 | 14 | 1 | 5  | 46 | 20 | +26  | 43   |                                   |
| 3.   | Dalmatinac               | 20 | 12 | 1 | 7  | 46 | 32 | +14  | 37   |                                   |
| 4.   | Glavice 1991             | 20 | 11 | 1 | 8  | 58 | 40 | +18  | 34   |                                   |
| 5.   | Mosor                    | 20 | 9  | 3 | 8  | 34 | 43 | −9   | 30   |                                   |
| 6.   | HBDNK Mosor – Sveti Jure | 20 | 7  | 3 | 10 | 39 | 41 | −2   | 24   |                                   |
| 7.   | Jadran Supetar           | 20 | 8  | 1 | 11 | 42 | 49 | −7   | 24   |                                   |
| 8.   | Čaporice                 | 20 | 6  | 3 | 11 | 44 | 50 | −6   | 21   |                                   |
| 9.   | Adriatic                 | 20 | 6  | 2 | 12 | 39 | 50 | −11  | 20   |                                   |
| 10.  | Trilj                    | 20 | 6  | 2 | 12 | 22 | 71 | −49  | 19   |                                   |
| 11.  | Vrlika                   | 20 | 2  | 5 | 13 | 20 | 53 | −33  | 10   |                                   |

1. ↑  1 bod oduzet od saveza.
2. ↑  1 bod oduzet od saveza.
3. ↑  1 bod oduzet od saveza.

## Rezultati
Ažurirano: 21. lipnja 2021.  (do 22. kola)
| 1. kolo                             | 1. kolo |
| ----------------------------------- | ------- |
| 12./13. rujna 2020.                 |         |
| Dalmatinac – HBDNK Mosor-Sveti Jure | 1:5     |
| Trilj-2001 – Glavice 1991           | 1:6     |
| Jadran – Čaporice-Trilj             | 4:3     |
| Trogir 1912 – Vrlika                | 2:0     |
| Tekstilac – Mosor                   | 4:0     |
| [ 1 ] [ 2 ]                         |         |

| 2. kolo                             | 2. kolo |
| ----------------------------------- | ------- |
| 19./20. rujna 2020.                 |         |
| Vrlika – Tekstilac                  | 1:2     |
| Adriatic – Dalmatinac               | 1:2     |
| Čaporice-Trilj – Trogir 1912        | 1:3     |
| Glavice 1991 – Jadran               | 1:2     |
| HBDNK Mosor-Sveti Jure – Trilj-2001 | 7:0     |
| [ 2 ] [ 3 ] [ 4 ]                   |         |

| 3. kolo                         | 3. kolo |
| ------------------------------- | ------- |
| 26./27. rujna 2020.             |         |
| Mosor – Vrlika                  | 0:2     |
| Tekstilac – Čaporice-Trilj      | 5:1     |
| Trilj-2001 – Adriatic           | 3:1     |
| Trogir 1912 – Glavice 1991      | 4:0     |
| Jadran – HBDNK Mosor-Sveti Jure | 1:0     |
| [ 3 ] [ 4 ]                     |         |

| 4. kolo                              | 4. kolo |
| ------------------------------------ | ------- |
| 3./4. listopada 2020.                |         |
| Adriatic – Jadran                    | 3:2     |
| Dalmatinac – Trilj-2001              | 3:1     |
| HBDNK Mosor-Sveti Jure – Trogir 1912 | 3:4     |
| Čaporice-Trilj – Mosor               | 1:1     |
| Glavice 1991 – Tekstilac             | 3:0     |
| [ 3 ] [ 4 ]                          |         |

| 5. kolo                            | 5. kolo |
| ---------------------------------- | ------- |
| 10./11./13. listopada 2020.        |         |
| Tekstilac – HBDNK Mosor-Sveti Jure | 1:3     |
| Vrlika – Čaporice-Trilj            | 0:4     |
| Glavice 1991 – Mosor               | 3:2     |
| Jadran – Dalmatinac                | 2:1     |
| Trogir 1912 – Adriatic             | 6:2     |
| [ 3 ] [ 4 ]                        |         |

| 6. kolo                        | 6. kolo |
| ------------------------------ | ------- |
| 17./18. listopada 2020.        |         |
| Dalmatinac – Trogir 1912       | 1:4     |
| Adriatic – Tektilac            | 1:2     |
| Trilj-2001 – Jadran            | 1:7     |
| HBDNK Mosor-Sveti Jure – Mosor | 0:2     |
| Glavice 1991 – Vrlika          | 5:0     |
| [ 3 ] [ 4 ]                    |         |

| 7. kolo                         | 7. kolo |
| ------------------------------- | ------- |
| 24./25. listopada 2020.         |         |
| Tekstilac – Dalmatinac          | 1:2     |
| Mosor – Adriatic                | 2:4     |
| Trogir 1912 – Trilj-2001        | 5:0     |
| Vrlika – HBDNK Mosor-Sveti Jure | 2:2     |
| Čaporice-Trilj – Glavice 1991   | 1:4     |
| [ 3 ] [ 4 ]                     |         |

| 8. kolo                                  | 8. kolo |
| ---------------------------------------- | ------- |
| 7./8. studenog 2020. / 26. svibnja 2021. |         |
| Adriatic – Vrlika                        | 0:0     |
| Trilj-2001 – Tekstilac                   | 0:4     |
| HBDNK Mosor-Sveti Jure – Čaporice-Trilj  | 2:2     |
| Jadran – Trogir 1912                     | 1:3     |
| Dalmatinac – Mosor                       | 5:0     |
| [ 3 ] [ 4 ]                              |         |

| 9. kolo                               | 9. kolo |
| ------------------------------------- | ------- |
| 14./15. studenog 2020.                |         |
| Mosor – Trilj-2001                    | 8:0     |
| Vrlika – Dalmatinac                   | 0:2     |
| Tekstilac – Jadran                    | 2:0     |
| Glavice 1991 – HBDNK Mosor-Sveti Jure | 1:0     |
| Čaporice-Trilj – Adriatic             | 3:1     |
| [ 3 ] [ 4 ]                           |         |

| 10. kolo                                   | 10. kolo |
| ------------------------------------------ | -------- |
| 21./22. studenog 2020. / 19. svibnja 2021. |          |
| Trilj-2001 – Vrlika                        | 3:2      |
| Dalmatinac – Čaporice-Trilj                | 4:2      |
| Adriatic – Glavice 1991                    | 2:3      |
| Jadran – Mosor                             | 6:0      |
| Trogir 1912 – Tekstilac                    | 5:0      |
| [ 3 ] [ 4 ]                                |          |

| 11. kolo                          | 11. kolo |
| --------------------------------- | -------- |
| 20./21. ožujka 2021.              |          |
| Vrlika – Jadran                   | 1:1      |
| HBDNK Mosor-Sveti Jure – Adriatic | 1:2      |
| Glavice 1991 – Dalmatinac         | 1:4      |
| Čaporice-Trilj – Trilj-2001       | 3:4      |
| Mosor – Trogir 1912               | 0:5      |
| [ 3 ] [ 4 ]                       |          |

| 12. kolo                            | 12. kolo |
| ----------------------------------- | -------- |
| 27./28. ožujka 2021.                |          |
| HBDNK Mosor-Sveti Jure – Dalmatinac | 2:0      |
| Vrlika – Trogir 1912                | 0:0      |
| Čaporice-Trilj – Jadran             | 3:2      |
| Glavice 1991 – Trilj-2001           | 0:1      |
| Mosor – Tekstilac                   | 0:0      |
| [ 3 ] [ 4 ]                         |          |

| 13. kolo                            | 13. kolo |
| ----------------------------------- | -------- |
| 3. travnja / 29. svibnja 2021.      |          |
| Dalmatinac – Adriatic               | 3:0      |
| Tekstilac – Vrlika                  | 3:0      |
| Trilj-2001 – HBDNK Mosor-Sveti Jure | 0:0      |
| Trogir 1912 – Čaporice-Trilj        | 4:1      |
| Jadran – Glavice 1991               | 1:7      |
| [ 3 ] [ 4 ]                         |          |

| 14. kolo                        | 14. kolo |
| ------------------------------- | -------- |
| 10./11. travnja 2021.           |          |
| Adriatic – Trilj-2001           | 2:2      |
| Vrlika – Mosor                  | 0:0      |
| Glavice 1991 – Trogir 1912      | 0:0      |
| Čaporice-Trilj – Tekstilac      | 0:1      |
| HBDNK Mosor-Sveti Jure – Jadran | 3:0      |
| [ 3 ] [ 4 ]                     |          |

| 15. kolo                             | 15. kolo |
| ------------------------------------ | -------- |
| 17./18. travnja 2021.                |          |
| Trogir 1912 – HBDNK Mosor-Sveti Jure | 6:0      |
| Trilj-2001 – Dalmatinac              | 0:1      |
| Tekstilac – Glavice 1991             | 3:2      |
| Jadran – Adriatic                    | 1:2      |
| Mosor – Čaporice-Trilj               | 2:1      |
| [ 3 ] [ 4 ]                          |          |

| 16. kolo                           | 16. kolo |
| ---------------------------------- | -------- |
| 24./25. travnja 2021.              |          |
| Dalmatinac – Jadran                | 5:0      |
| HBDNK Mosor-Sveti Jure – Tekstilac | 0:2      |
| Adriatic – Trogir 1912             | 0:3      |
| Čaporice-Trilj – Vrlika            | 7:1      |
| Mosor – Glavice 1991               | 2:1      |
| [ 3 ]                              |          |

| 17. kolo                       | 17. kolo |
| ------------------------------ | -------- |
| 1./2. svibnja 2021.            |          |
| Vrlika – Glavice 1991          | 3:5      |
| Trogir 1912 – Dalmatinac       | 5:2      |
| Tekstilac – Adriatic           | 5:0      |
| Mosor – HBDNK Mosor-Sveti Jure | 2:1      |
| Jadran – Trilj-2001            | 5:0      |
| [ 3 ]                          |          |

| 18. kolo                        | 18. kolo |
| ------------------------------- | -------- |
| 8./9. svibnja 2021.             |          |
| Adriatic – Mosor                | 1:2      |
| Trilj-2001 – Trogir 1912        | 2:1      |
| Dalmatinac – Tekstilac          | 0:3      |
| HBDNK Mosor-Sveti Jure – Vrlika | 5:2      |
| Glavice 1991 – Čaporice-Trilj   | 4:5      |
| [ 4 ]                           |          |

| 19. kolo                                | 19. kolo |
| --------------------------------------- | -------- |
| 15./16. svibnja 2021.                   |          |
| Tekstilac – Trilj-2001                  | 5:0      |
| Vrlika – Adriatic                       | 2:4      |
| Trogir 1912 – Jadran                    | 6:0      |
| Mosor – Dalmatinac                      | 2:0      |
| Čaporice-Trilj – HBDNK Mosor-Sveti Jure | 1:3      |
| [ 3 ] [ 4 ]                             |          |

| 20. kolo                              | 20. kolo |
| ------------------------------------- | -------- |
| 22./23. svibnja 2021.                 |          |
| Dalmatinac – Vrlika                   | 4:0      |
| HBDNK Mosor-Sveti Jure – Glavice 1991 | 2:5      |
| Adriatic – Čaporice-Trilj             | 2:3      |
| Trilj-2001 – Mosor                    | 1:4      |
| Jadran – Tekstilac                    | 1:3      |
| [ 3 ] [ 4 ]                           |          |

| 21. kolo                    | 21. kolo |
| --------------------------- | -------- |
| 29./30. svibnja 2021.       |          |
| Čaporice-Trilj – Dalmatinac | 1:1      |
| Mosor – Jadran              | 5:3      |
| Vrlika – Trilj-2001         | 4:1      |
| Adriatic – Glavice 1991     | 4:5      |
| Tekstilac – Trogir 1912     | 0:1      |
| [ 3 ] [ 4 ]                 |          |

| 22. kolo                          | 22. kolo |
| --------------------------------- | -------- |
| 5./6. lipnja 2021.                |          |
| Adriatic – HBDNK Mosor-Sveti Jure | 7:0      |
| Trogir 1912 – Mosor               | 5:0      |
| Trilj-2001 – Čaporice-Trilj       | 2:1      |
| Dalmatinac – Glavice 1991         | 3:2      |
| Jadran – Vrlika                   | 3:0 p.f. |
| [ 3 ] [ 4 ]                       |          |

## Najbolji strijelci
Izvori:
Strijelci 10 i više pogodaka: 
| 18 golova - Luka Jurić (Čaporice-Trilj) - Branimir Poljak (Glavice 1991) 16 golova - Dario Džemailji (Dalmatinac) 15 golova - Josip Santo (Tekstilac) 13 golova - Jure Ćavar (Trogir 1912) | 11 golova - Dominik Modrić (Glavice 1991) - Jure Bartulić (Mosor) - Luka Pavković (Trogir 1912) 10 golova - Ivan Dragičević (Jadran) |

 Ažurirano: 21. lipnja 2021.  

## Unutarnje poveznice
- 2. ŽNL Splitsko-dalmatinska
- 1. ŽNL Splitsko-dalmatinska 2020./21.
- Hvarska liga 2020./21.

## Vanjske poveznice
- Nogometni savez Županije Splitsko-dalmatinske
- nszsd.hr, 2. ŽNL
- facebook.com, 1. ŽNL Splitsko-dalmatinske županije
- sportnet.hr forum, 1. i 2. ŽNL Splitsko-dalmatinske županije  Arhivirana inačica izvorne stranice od 27. studenoga 2021. (Wayback Machine)
- dalmatinskinogomet.hr